# Caymangraven

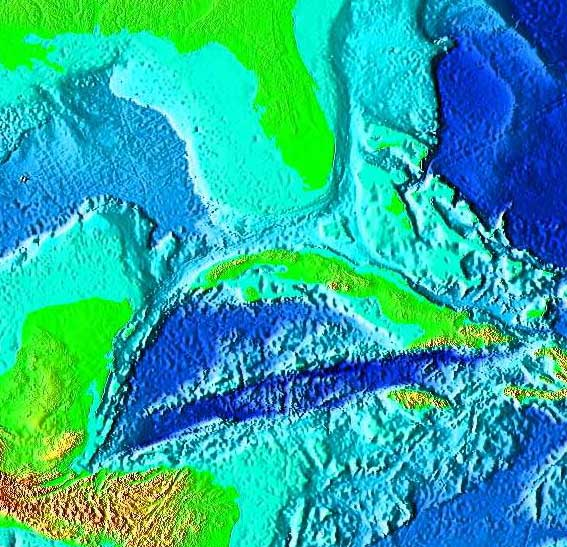

Caymangraven en djuphavsgrav i Karibiska havet. 
Gravens största djup är 7 686 meter, vilket är den lägsta punkten i Karibiska havet. Den ligger mellan Santiago på Kubas sydkust och Caymanöarna. Graven är ungefär 600 kilometer lång.